# Robin Olsson (programledare)
Robin Olsson, född 8 augusti 1980, är en svensk programledare, TV-producent, skådespelare och musikalartist.

## Utbildning
Olsson är bland annat utbildad vid Balettakademien i Göteborg och till TV-producent vid Stockholms dramatiska högskola.

## TV och film
Olsson är programledare för TV-programmet 69 saker du vill veta om sex  på TV3 och programledare och producent för podcasten Bögministeriet. Våren 2012 producerade han humorserien Självbiografen för litteraturprogrammet Babel. Han har medverkat som körsångare i Mamma Mia! The Movie. Han har medverkat i TV-programmet Killarna i logen på SVT och har arbetat för bland annat SVT, TV3, Sto-Cph, OTW och Baluba.

## Teater
Olsson har medverkat i musikaler som "Mamma Mia!" på Cirkus och Scandinavium, "Grease" på Nöjesteatern, "A Chorus Line" på Göteborgsoperan och gjorde rollen som "Double J" i "Saturday Night Fever" på Oscarsteatern. Han spelade i  "The Producers - Det våras för Hitler" på China Teatern samt innehade rollen som Richie Couch i krogshowen "Lost In Vegas" på Golden Hits.

### Roller (ej komplett)
| År   | Roll     | Produktion                                                                             | Regi     | Teater        |
| ---- | -------- | -------------------------------------------------------------------------------------- | -------- | ------------- |
| 2005 | Double J | Saturday Night Fever' Nan Knighton, Arlene Phillips, Paul Nicholas och Robert Stigwood | TJ Rizzo | Oscarsteatern |

### Fotnoter
1. ↑  ”Rollbesättning för "Mamma Mia! The Movie" på IMDB”. http://www.imdb.com/title/tt0795421/fullcredits. Läst 7 september 2016.
2. ↑  ”Saturday Night Fever”. Chinateatern. Arkiverad från originalet den 23 september 2015. https://web.archive.org/web/20150923202928/http://www.chinateatern.se/show/saturday-night-fever/. Läst 3 september 2015.